# Богатое (Новомосковский район)
Бога́тое (укр. Багате) — село,
Богатский сельский совет,
Новомосковский район,
Днепропетровская область,
Украина.
Код КОАТУУ — 1223280501. Население по переписи 2001 года составляло 662 человека .
Является административным центром Богатского сельского совета, в который, кроме того, входят сёла
Панасовка и
Ровное.

## Географическое положение
Село Богатое находится на левом берегу реки Орель (или на правом берегу канала Днепр — Донбасс), в месте впадения в неё реки Богатенькая,
на противоположном берегу реки Богатенькая — село Панасовка.
Рядом проходит автомобильная дорога Т-0412.

## История
- Вблизи села Богатое раскопаны курганные погребения кочевников XIV—XV веков
- Село Богатое впервые упоминается в исторических документах начала XIX века.

## Экономика
- ООО «Агрофирма „Дружба“».

## Объекты социальной сферы
- Школа.
- Фельдшерско-акушерский пункт.
- Дом культуры.

## Известные люди
- Вуйчицкий Анатолий Станиславович (1936) — директор общества «Агрофирма „Дружба“», Герой Украины, .
- Козырь, Максим Евсеевич (1890—1945) — Герой Советского Союза, полный Георгиевский кавалер, генерал-майор.